# 上海家化
上海家化联合股份有限公司，簡稱上海家化（英語：Shanghai Jahwa United Co., Ltd，上交所：600315），是一家在中国上海注册，主要生产日用化学品及化妆品的股份有限公司。2001年3月15日，上海家化在上海证券交易所上市，成为国内化妆品行业首家上市企业。上海家化旗下拥有许多品牌，如六神花露水等。其前身最早可以追溯到生产双妹化妆品的香港广生行。

## 历史
1898年，香港广生行创立，开始生产销售雙妹牌化妆品。1915年，在美国旧金山举行的巴拿马世博会上荣获金奖。1930年，广生行有限公司沪厂成立。1941年，上海明星香水肥皂厂设立。1956年，上海全面实行公私合营，广生行有限公司沪厂吸收数家化学品厂后更名为“公私合营广生行制造厂”。在1958年，广生行与明星等其他厂家合并为上海明星家用化学品制造厂。并于之后的1967年改名为“上海家用化学品厂”。
1983年，家化开设中国第一家美容院——“露美”。一年后，美国总统里根访问上海时，上海市政府向里根夫人南希赠送“露美”系列化妆品礼盒。1998年，上海家化兼并上海日化集团，成立上海家化（集团）有限公司。
2011年11月8日，母公司为平安保险的平安信托旗下上海平浦投资有限公司以不低于人民币51亿元（合7.97亿美元）收购上海家化集团100%股权。上海家化集团拥有上海家化联合股份有限公司26.78%股权。2013年5月11日，上海家化教父葛文耀被免去上海家化集团董事长和总经理职务但仍保留上海家化联合股份有限公司董事长职务，而由家化集团董事、平安信托副总经理张礼庆出任家化集团董事长。葛文耀更是在新浪微博上公开指责称“平安进来后，家化集团便名存实亡，只有卖资产”。其实在此之前，平安与家化集团管理层之间矛盾与分歧就已不断。例如在参股海鸥手表一事中，葛文耀与平安信托就曾意见不合发生争执。2013年9月17日，上海家化发布公告称，公司董事长葛文耀提出申请辞职。再度引发了上海家化的股票震荡。在11月15日，上海家化召开董事会，全票通过了选举谢文坚为董事长的议案。谢文坚就此接替葛文耀成为上海家化的新任董事长。
2013年11月21日，在新任董事长谢文坚上任后不久，上海家化接到了上海证监局的《调查通知书》被立案稽查。此外，上海家化还收到上海证监局的《行政监管措施决定书》，后者决定对上海家化采取责令改正措施。2008年4月至2013年7月，上海家化与吴江市黎里沪江日用化学品厂发生采购销售、资金拆借等关联交易，其中存在信息披露问题。原董事长葛文耀也通过新浪微博表态并希望“上海家化应尽快公布事实真相和早己整改的情况，以稳定市场，对股市和家化员工负责”。2015年5月12日，家化董事会上，谢文坚解除了家化工作24年的王茁总经理。
2016年11月25日，董事长谢文坚辞职。12月，张东方当选董事长。。
2020年4月22日，张东方因个人原因申请辞去公司董事、董事长和首席官职位，由曾任欧莱雅中国高管的潘秋生接任。

## 品牌介绍

### 双妹
双妹，是中国的著名美妆品牌，1898年创立于香港，1903年进驻上海。2010年，上海家化重新启用此品牌。它是中国第一个以上海文化为定位的护肤品。

### 佰草集
佰草集，成立于1998年，是中国第一套完整意义的现代中草药个人护理品牌，22年来传承并革新中药护肤理念。2008年，佰草集正式登陆法国巴黎的香榭丽舍大街。官网 （页面存档备份，存于）

### 六神
六神最初是于1990年诞生的花露水品牌。现六神在沐浴露，香皂等领域共有108个产品。也是家化旗下第一个零售规模达到20亿的品牌。

### 美加净
美加净是家化旗下的品牌之一，诞生于1960年代。产品有其生产的雪花膏、银耳珍珠霜和护手霜等。
除以上品牌外，上海家化还有男士个人护理品牌-高夫、家居清洁品品牌-家安、婴幼儿护理品牌-启初及玉泽和恒妍两个美容品牌。

### 高夫
高夫是家化旗下的品牌之一，诞生于1992年代。

## 股权结构
- 流通股：65.66%
- 家化集团（平安信托全资子公司）：26.78%
- 上海久事：4.62%
- 上海城开：2.13%
- 惠盛实业（家化集团持股90%）：0.81%[18]